# Land van Cuijk (gemeente)
Land van Cuijk is een gemeente in de Nederlandse provincie Noord-Brabant. De gemeente werd op 1 januari 2022 ingesteld door een fusie van de voormalige gemeenten Boxmeer, Cuijk, Sint Anthonis, Mill en Sint Hubert en Grave.
De fusiegemeente heeft 91.722 inwoners (22 november 2024, bron: CBS), een oppervlakte van 351,87 km² en bestaat uit 33 kernen. Cuijk is daarvan de grootste plaats, vóór Boxmeer en Grave. Qua grondgebied is Land van Cuijk de grootste gemeente van de provincie Noord-Brabant.
De gemeente is onder andere op Nijmegen georiënteerd, met name de voormalige gemeenten Grave, Cuijk en Boxmeer. In de andere voormalige gemeenten is er vooral oriëntatie richting het westen (Uden en Eindhoven). De meest zuidelijke kerkdorpen zijn ook georiënteerd op Venray. De Brabantse identiteit is echter alom aanwezig. In de gehele gemeente wordt een Kleverlands dialect gesproken: het Land-van-Cuijks.
Als waarnemend burgemeester was per 1 januari 2022 benoemd Wim Hillenaar (CDA), tot dan burgemeester van Cuijk. Op 6 december 2022 werd Marieke Moorman (PvdA) door de gemeenteraad van Land van Cuijk aanbevolen als nieuwe burgemeester. Zij is na haar benoeming begin 2023 geïnstalleerd als nieuwe burgemeester van de gemeente Land van Cuijk. 
Voor gemeentelijke zaken konden de bewoners van gemeente Land van Cuijk terecht in de voormalige gemeentehuizen van Boxmeer en Cuijk, die dienstdoen als gemeentelijke balies. In 2024 is dat alleen nog het gemeentehuis in Cuijk. Vanaf het voorjaar van 2025 is het gemeentehuis in Boxmeer gevestigd.
De gemeente telt op de Spoorlijn Nijmegen - Venlo van noord naar zuid drie treinstations: Cuijk, Boxmeer en Vierlingsbeek. In Beugen bevindt zich het Maasziekenhuis Pantein.

## Aangrenzende gemeenten
| Aangrenzende gemeenten | Aangrenzende gemeenten | Aangrenzende gemeenten | Aangrenzende gemeenten | Aangrenzende gemeenten |
| ---------------------- | ---------------------- | ---------------------- | ---------------------- | ---------------------- |
| Oss                    | Wijchen (Gld)          | Heumen (Gld)           |                        | Mook en Middelaar (L)  |
|                        |                        |                        |                        |                        |
| Maashorst              | Gennep (L)             |                        |                        |                        |
| Boekel                 |                        |                        |                        |                        |
| Gemert-Bakel           |                        | Venray (L)             |                        | Bergen (L)             |

## Naam
De naam Land van Cuijk verwijst naar de gelijknamige voormalige heerlijkheid. De heerlijkheid werd begrensd door de Maas en de Peel. Het land van Cuijk bestond uit twee gebieden die van elkaar gescheiden werden door de heerlijkheid Boxmeer.

## Voorgeschiedenis

### Landschap
Het Land van Cuijk bevindt zich in de Slenk van Venlo ten oosten van de Peel, waar ook de Maas door stroomt. Van west naar oost is er een laaggelegen broekgebied (een vroeger Maasdal waar nu de Lage Raam door stroomt), en een langgerekte dekzandrug die overgaat in het huidige Maasdal.
Langs de Maas liggen veel weilanden, al sinds eeuwen omgeven door de maasheggen: meidoornhagen die in mei in bloei staan. Deze zijn door hun unieke karakter een cultureel erfgoed. Naast de Maasheggen kent het land van Cuijk ook veel heide, waterplassen en bossen.
Het land van Cuijk was een arme streek. De boerderijen en dorpen waren gebouwd op zandruggen, die een soort eilanden vormden te midden van heide, waar het vee werd gehoed, en hoogveenmoerassen, waar turf werd gewonnen. Dit waren gemeenschappelijke gronden, die niet aan personen maar aan dorpen toebehoorden. De Maas overstroomde vrijwel iedere winter en bevroor bovendien vaak. Tussen Cuijk en Grave werd de dijk bij hoog water doorgebroken, zodat een extra Maastak ontstond, de Beerse Overlaat, die zich bij 's-Hertogenbosch weer bij de hoofdstroom voegde. Dit gebied behoorde echter voornamelijk tot het kwartier van Maasland van de meierij van 's-Hertogenbosch.
Vanaf 1850 werd de ontginning van de gemene gronden serieus ter hand genomen, waardoor ze in weiland en bos veranderden. Afwateringskanalen werden gegraven, verharde wegen werden aangelegd en nieuwe dorpen werden gesticht, met als laatste Landhorst. De infrastructuur werd in de loop van honderd jaar sterk verbeterd, zoals nog met aanleg van A73 en A77. Optimalisering van de landbouw met behulp van kunstmest en de intensieve vormen van veehouderij brachten in de 20e eeuw welvaart in het gebied.

### Bestuur
Eind december 2018 stelden de gemeenteraden van Boxmeer, Cuijk en Sint Anthonis het plan van aanpak ‘Opschalen en verbinden’ vast met daarin een marsroute om te komen tot een herindelingsontwerp en -advies per 1 januari 2022. De gemeente Mill en Sint Hubert sloot zich hier op 30 januari 2020 bij aan.

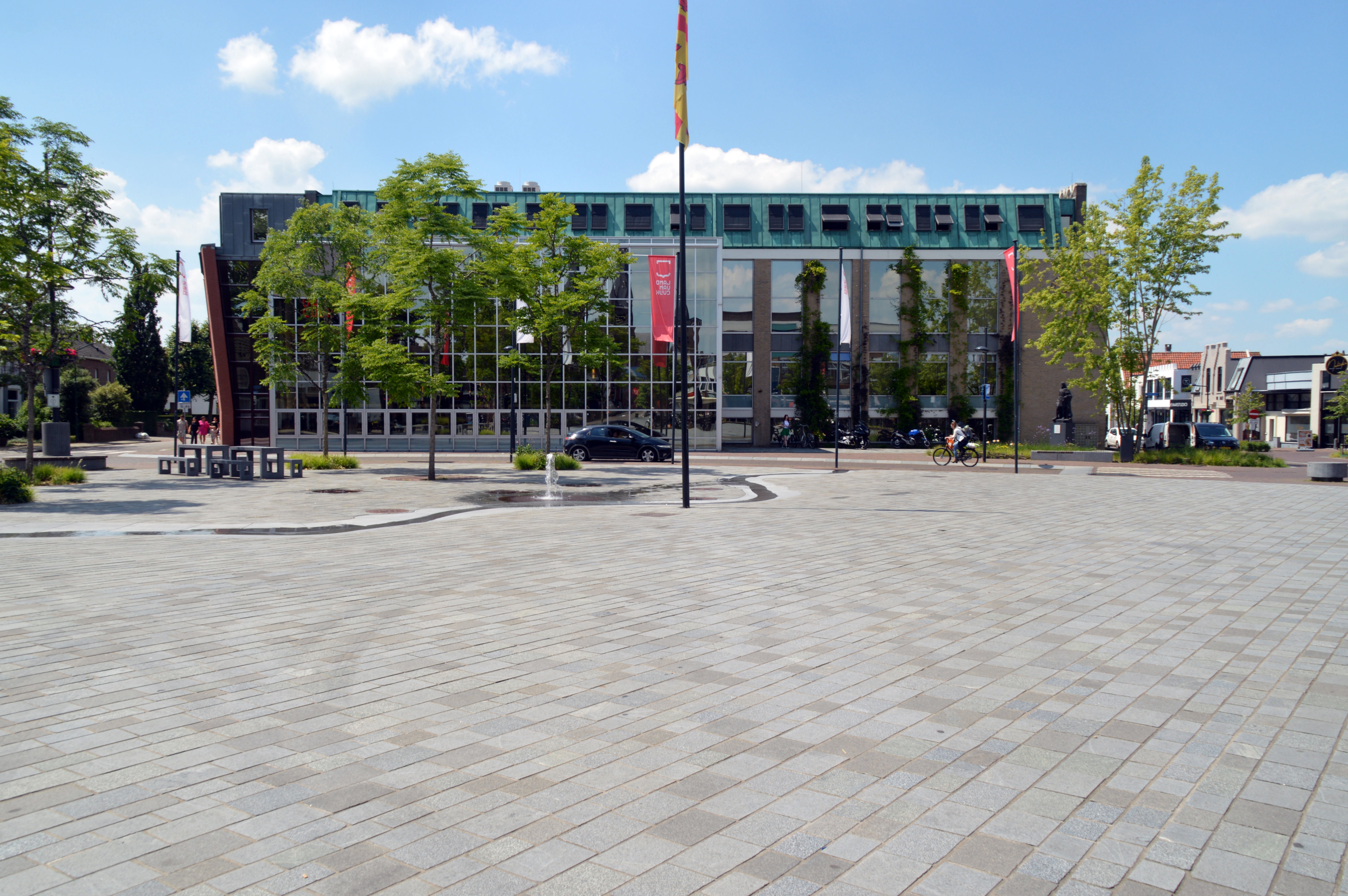
Gemeentehuis Land van Cuijk

Nadat advies ontvangen was van de Raad van State werd op 4 november 2020 een herindelingswetsontwerp ingediend bij de Tweede Kamer. Op 11 februari 2021 nam de Tweede Kamer het wetsontwerp aan.
De gemeente Grave liet een volksraadpleging plaatsvinden, waaruit bleek dat de bevolking in meerderheid de gemeente Grave niet wilde behouden. De bevolking van de gemeente Grave gaf in een referendum met grote meerderheid aan te willen sluiten bij de nieuwe gemeente Land van Cuijk. De gemeenteraad besloot hierop om aansluiting te zoeken bij deze nieuwe gemeente. Grave werd naast Boxmeer, Cuijk, Mill en Sint Hubert en Sint Anthonis per 1 januari 2022 onderdeel van de gemeente Land van Cuijk.
De Eerste Kamer nam het wetsvoorstel op 13 juli 2021 aan.

## Kernen
Aantal inwoners per woonkern op 1 januari 2023:
| Woonplaats (BAG) | Inwoners 2023 |
| ---------------- | ------------- |
| Beers            | 1.775         |
| Beugen           | 1.930         |
| Boxmeer          | 12.545        |
| Cuijk            | 18.765        |
| Escharen         | 1.235         |
| Gassel           | 1.205         |
| Grave            | 8.620         |
| Groeningen       | 515           |
| Haps             | 2.890         |
| Holthees         | 560           |
| Katwijk          | 490           |
| Landhorst        | 725           |
| Langenboom       | 2.300         |
| Ledeacker        | 635           |
| Linden           | 270           |
| Maashees         | 910           |
| Mill             | 6.330         |
| Oeffelt          | 2.380         |
| Oploo            | 1.885         |
| Overloon         | 4.080         |
| Rijkevoort       | 1.695         |
| Sambeek          | 1.855         |
| Sint Agatha      | 490           |
| Sint Anthonis    | 4.260         |
| Sint Hubert      | 1.420         |
| Stevensbeek      | 770           |
| Velp             | 1.450         |
| Vianen           | 1.270         |
| Vierlingsbeek    | 2.575         |
| Vortum-Mullem    | 785           |
| Wanroij          | 2.990         |
| Westerbeek       | 710           |
| Wilbertoord      | 1.095         |

## Politiek en bestuur

### Gemeenteraad
De herindelingsverkiezing voor de gemeenteraad van Land van Cuijk die op 1 januari 2022 aantrad, werd gehouden op 24 november 2021. Het opkomstpercentage was 49,94% van 73.959 kiesgerechtigden. Op 29 november 2021 werden de 37 raadsleden benoemd. De zittingsperiode van de gemeenteraad loopt t/m de gemeenteraadsverkiezingen van 2026; de nieuwe gemeente Land van Cuijk zal daarom niet deelnemen aan de reguliere gemeenteraadsverkiezingen in 2022. Op 3 januari 2022 werden de raadsleden beëdigd.
| CDA             | 13     |
| Team Lokaal     | 8      |
| Liberaal LVC    | 5      |
| GroenLinks-PvdA | 3      |
| SP              | 2      |
| VVD             | 2      |
| D66             | 2      |
| FvD             | 1      |
| LPG             | 1      |
| Totaal          | 37     |
| Opkomst         | 49,86% |

### College van B&W
In december 2021 werd er een coalitie gesmeed tussen CDA, Team Lokaal, Liberaal LVC en GroenLinks-PvdA. Vanaf 1 januari 2022 was CDA'er Wim Hillenaar waarnemend burgemeester van Land van Cuijk. Op 3 januari 2022 werden de wethouders benoemd. Sindsdien bestaat het college van burgemeester en wethouders uit onderstaande personen. Sinds 1 februari 2023 is PvdA'er Marieke Moorman burgemeester van Land van Cuijk.
| Naam                     | Functie                         | Partij          | Portefeuille                         |
| ------------------------ | ------------------------------- | --------------- | ------------------------------------ |
| Marieke Moorman          | Burgemeester                    | PvdA            | Bestuur & Veiligheid                 |
| Bouke de Bruin           | Wethouder / 1e Locoburgemeester | CDA             | Wonen, energie- en warmtetransitie   |
| Willy Hendriks-van Haren | Wethouder / 2e Locoburgemeester | Team Lokaal     | WMO, welzijn & participatie          |
| Joost Hendriks           | Wethouder / 3e Locoburgemeester | CDA             | Jeugd, onderwijs & cultuur           |
| Maarten Jilisen          | Wethouder / 4e Locoburgemeester | Liberaal LVC    | Financiën & Economie                 |
| David Sölez              | Wethouder / 5e Locoburgemeester | Team Lokaal     | Openbare ruimte & Omgevingsdienst    |
| Mark Janssen             | Wethouder / 6e Locoburgemeester | CDA             | Ruimtelijke ontwikkeling en Landbouw |
| Antoinette Maas          | Wethouder / 7e Locoburgemeester | GroenLinks-PvdA | Duurzaamheid, Natuur en Mobiliteit   |

## Cultuur in de gemeente

### Monumenten en beelden
In de gemeente zijn er een aantal rijksmonumenten en gemeentelijke monumenten, een oorlogsmonument en vele beelden, zie:
- Lijst van rijksmonumenten in Land van Cuijk
- Lijst van gemeentelijke monumenten in Land van Cuijk
- Lijst van oorlogsmonumenten in Land van Cuijk
- Lijst van Stolpersteine in Land van Cuijk
- Lijst van beelden in Land van Cuijk